# Submersion
In der Differentialtopologie bezeichnet man eine differenzierbare Abbildung zwischen zwei differenzierbaren Mannigfaltigkeiten als Submersion, falls ihr Differential an jeder Stelle surjektiv ist. Eine spezielle Klasse von Submersionen sind die in der Differentialgeometrie betrachteten Riemannschen Submersionen.
Punkte, an denen das Differential nicht surjektiv ist, nennt man kritisch oder singulär.
Ein wichtiges Beispiel für eine Submersion ist die Projektion {\displaystyle \mathbb {R} ^{n}\to \mathbb {R} ^{m}\;;\;(x_{1};x_{2};\cdots ;x_{m};\cdots ;x_{n})\mapsto (x_{1};x_{2};\cdots ;x_{m})} für {\displaystyle n\geq m} auf die ersten {\displaystyle m} Koordinaten im Euklidischen Raum. Tatsächlich lässt sich jede Submersion durch geeignete Wahl von Karten lokal in Form einer solchen Projektion darstellen.
Ist der Zielraum die reelle Gerade {\displaystyle \mathbb {R} }, so ist eine differenzierbare Funktion genau dann eine Submersion, wenn ihr Differential nirgendwo identisch verschwindet. 

## Blätterungen und Faserbündel
Wenn {\displaystyle f\colon M\rightarrow B} eine Submersion ist, dann bilden die Niveaumengen {\displaystyle f^{-1}(b),b\in B} eine Blätterung von {\displaystyle M}. Das folgt aus dem Satz von der impliziten Funktion.
Wenn {\displaystyle M} kompakt und {\displaystyle f\colon M\rightarrow B} eine Submersion ist, dann ist {\displaystyle f\colon M\rightarrow f(M)} ein Faserbündel mit den Niveaumengen als Fasern. Das ist die Aussage des Satzes von Ehresmann.

2-dimensionale Reeb-Blätterung

Ein Beispiel einer Submersion, deren Niveaumengen eine Blätterung, aber kein Faserbündel bilden, ist 
{\displaystyle f\colon \left[-1,1\right]\times {\mathbb {R} }\rightarrow {\mathbb {R} }}
{\displaystyle f\left(x,y\right)=\left(x^{2}-1\right)e^{y}}.
Das Bild rechts zeigt die Projektion dieser Blätterung auf {\displaystyle \left[-1,1\right]\times S^{1}}, wobei die Identifikation {\displaystyle S^{1}=\mathbb {R} /\mathbb {Z} } benutzt wird.